# Nadal a Boston
Nadal a Boston (títol original: Christmas in Boston) és un telefilm estatunidenc dirigit per Neill Fearnley i difós el 14 de desembre de 2005 a ABC Family. Ha estat doblada al català.

## Argument
Des de fa 13 anys, Gina i Seth són corresponsals. Mai no s'han trobat i al final és possible el dia on són tots dos de pas a Boston, al mateix temps, per a raons professionals. Problema, no s'han vist mai. Per por, cadascun envia el seu millor amic en lloc seu, Matt per Seth i Ellen per Gina i aquests dos allà no seran insensibles l'un a l'altre.

## Repartiment
- Marla Sokoloff: Gina
- Patrick J. Adams: Seth
- Lindy Booth: Ellen
- Jonathan Cherry: Matt
- Shawn Lawrence: M. Dugan
- Art Hindle (en): M. Howard
- Neill Fearnley: Sullivan
- Janessa Crimi: Gina, de jove
- Jonathan Alderton: Seth, de jove
- Yola Wojcik: Angelica Davis